# Виноделие в Крыму

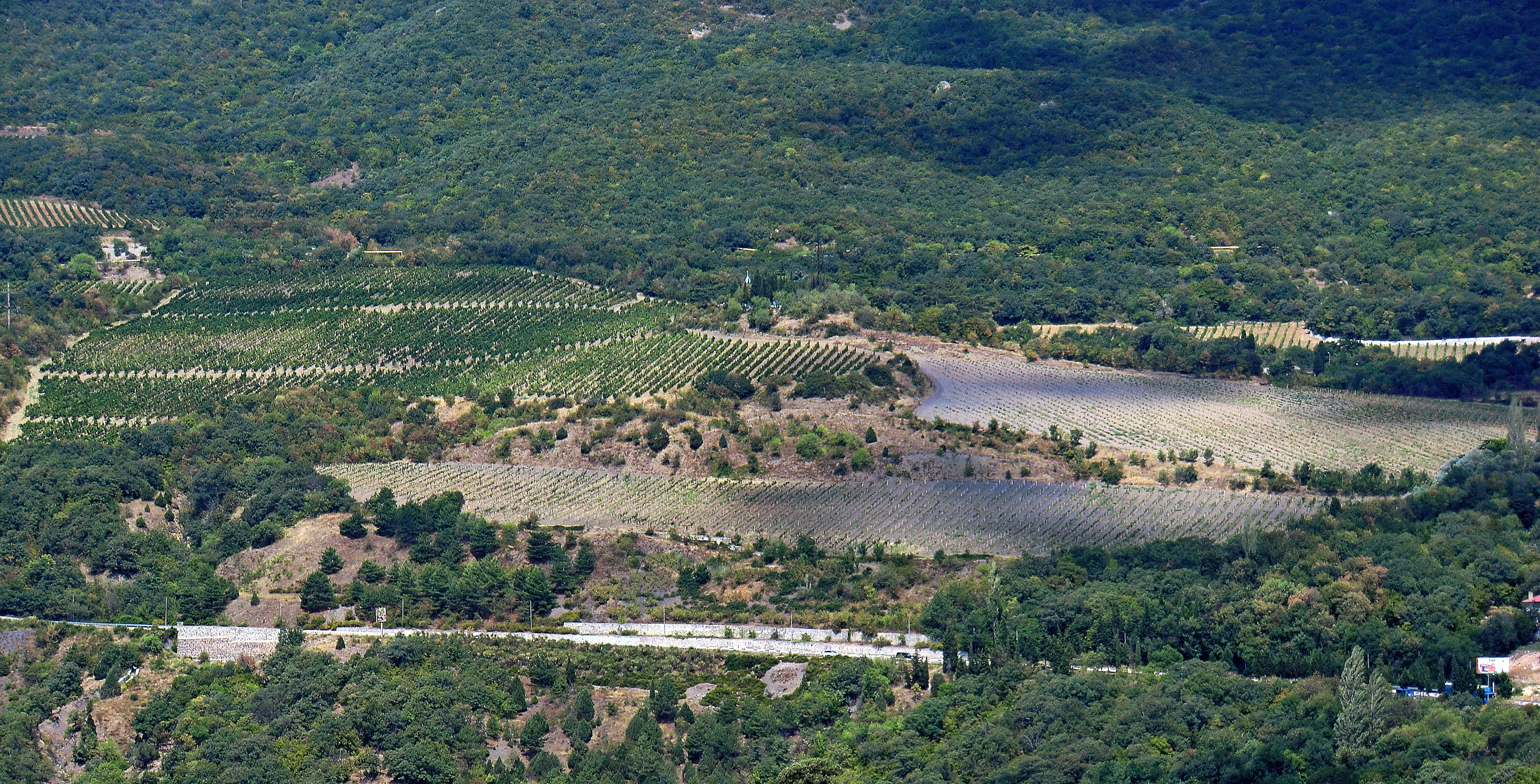
Виноградники ГП «Ливадия» на ЮБК

Виноделие в Крыму — одна из ведущих отраслей сельского хозяйства в Крыму. Существует уже более двух тысяч лет.

## История виноделия Крыма

### Древние времена

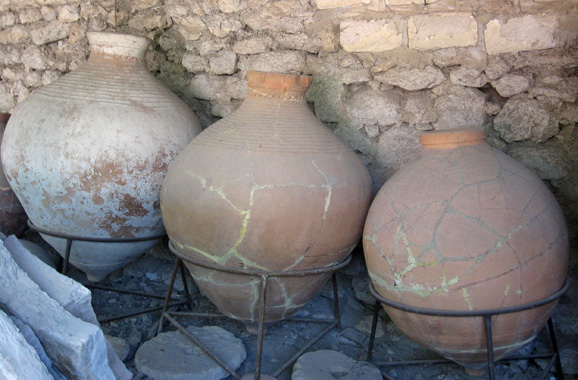
Пифос для хранения вина в Херсонесе

Виноделие в Крыму начиналось ещё во времена древнегреческих поселений на территории Крыма. Одни из первых виноделен были построены греками ещё в древнем Херсонесе. Повсеместно археологией в греческих поседениях обнаружены тарапаны — винодавильни, вырезанные в камне. Найдено огромное количество винных амфор местного производства, атрибутированных по клеймам. В слоях пожаров сохранилась обугленная виноградная косточка.
Виноделие было продолжено в Боспорском царстве, в княжестве Феодоро и генуэзских колониях на Крымском полуострове.
Османский период владычества над Крымом был неблагоприятен для виноделов из-за религиозных запретов в исламе на употребление вина, что компенсировалось культом столовых сортов винограда (этот период называют «изюмным»).
Хотя виноделов-мусульман наказывали палками за производство этого напитка, мусульман не облагали непомерными налогами, что не дало погибнуть виноделию окончательно.

### Российская империя
В период Российской империи князь Потёмкин обратил внимание на развитие виноделия в Крыму, им были предприняты меры по засадке виноградниками практически всей предгорной территории. Через одиннадцать лет после присоединения Крыма к империи существенно меняется общая картина в области виноделия, что было подробно описано П. С. Палласом. В своей книге он сообщал, что причинами, тормозившими дальнейшее развитие крымского виноделия являются не только технические условия по выращиванию виноградников, но и халатное отношение к производству вина, большой спрос на дешёвые вина, а также конкуренция со стороны иностранных вин и дешёвых приднестровских. Все эти условия легли тяжёлым грузом на плечи крымских виноделов. Одним из выходов, по мнению Палласа, было бы увеличение пошлин на ввоз иностранных вин.
В 1798 году был представлен доклад государственной экспедиции «о мерах к распространению виноделия в России». Из доклада было видно, что экспедиция, занявшись изысканием средств к увеличению виноградарства в Астрахани, признала полезным создание государственного училища виноделия в Тавриде. Данные положения были утверждены императором Павлом I от 13 февраля 1798 года, но были приведены в исполнение значительно позже. 
Первым нормативным документом, регулирующим виноделие в Российской империи, был закон, подписанный Павлом I от 4 марта 1797 года, но он по ряду причин не повлиял на дальнейшее развитие виноделия в Крыму. В тот же период правительство предпринимает попытки по заселению запущенных поселений в Новороссийском крае и приглашает для этого иностранцев. Так, в инструкции от 16 мая 1801 года для внутреннего распорядка и управления новороссийскими колониями указывалось на необходимость создания в них общественных виноградных садов, а в дополнении к инструкции было приказано выдавать каждому поселенцу от пяти до десяти виноградных лоз. Для наказания лиц, виновных в уничтожении виноградников, вменялось применять для них прилюдное высечение розгами.
В 1802 года министром внутренних дел В. И. Кочубеем был предоставлен императору доклад «об учреждении училища виноделия в Тавриде и на Кавказе». На основании доклада 16 декабря 1802 года императором был утверждён указ об открытии в Судакской долине крымского училища виноделия, которое было образовано в 1804 году.
В 1805 году, после открытия Судакского училища виноградарства и виноделия, в Крыму появляется частный виноградный рассадник Вильгельма (Гийома) Рувье. Правительство выдвинуло условие, что Рувье засадит 20 десятин виноградников в принадлежащей ему деревне Ласпи. Согласно этим же условиям Рувье обязался довести виноделие до возможного совершенства, выписывать из-за границы виноградные лозы и раздавать ежегодно до 20 000 лоз по 25 копеек за сотню, а также обучать винодельческому ремеслу выделяемых ему учеников на протяжении шести лет. Государство со своей стороны предоставляло ему ссуду в размере 12 000 руб. на льготных условиях на 12 лет.
Все предпринятые начинания не приносили желаемых результатов. Дюк Ришельё, генерал-губернатор Новороссийского края, предпринял попытку по созданию универсального рассадника виноградных лоз на южном берегу Крыма. В 1812 году, был образован императорский Никитский сад. Не останавливаясь на достигнутом, Ришельё исходатайствовал в 1811 году у императора ежегодную субсидию в размере 10.000 руб. на расширение и улучшение виноделия в Крыму, впоследствии, благодаря таким действиям, были поддержаны альминские, бельбекские и качинские виноделы, которые потерпели убытки от разрушений вследствие наводнения и в 1811 году, что спасло их от полнейшего разорения. Именным указом, данным правительствующим Сенатом 18 июля 1810 года, Новороссийскому краю было предоставлено право беспошлинной торговли местными винами оптом и в розницу. Данный факт должен был поспособствовать развитию и укреплению позиций Крымского виноделия. В какой-то части плодотворными мерами для садоводства и виноделия были указы о безоплатной раздаче земель, денежных пособиях и предоставлении права залога виноградников. 
Утверждённые императором от 26 мая 1826 года положения о подрядах по Черноморскому департаменту предоставляли право принимать виноградники в залог.
Для поощрения земледелия и распространения сельской промышленности в Новороссийских губерниях был образован особый капитал сельской промышленности, находящийся на хранении у приказчиков Общественного призрения и состоящий из денег, взятых от продажи в 1813 году земель бывших вольных пастбищ Таврической губернии. Из средств капитала на основании правил, утверждённых Сенатом 16 августа 1815 г., осуществлялись ссуды помещикам и садовладельцам на развитие виноделия в сумме до 5.000 руб. на каждого заёмщика, с выплатой 5 % годовых. По предоставленному отчёту Таврического гражданского губернатора в 1831 г. из общей суммы капитала общества в сумме 1.105.329 руб. было выдано 974.875 руб.
В соответствии с указом Николая I от 14 сентября 1828 года в качестве мер к поощрению садоводства и виноградарства в Новороссии призвано было выдавать ежегодную субсидию новороссийским садовладельцам в размере 10 000 руб. На основании п.4 и п.5 данного указа была разрешена бесплатная раздача земли казённых и военных поселений частным лицам и казённым поселенцам под закладку и разведение фруктовых и виноградных садов. Данные земли предоставлялись в полную собственность их владельцев и освобождались в течение десяти лет от налогов за её использование при условии, что на выделенных землях (из учёта на одного землевладельца) будет посажено по одному фруктовому дереву на 9 кв. саженей и по одному кусту на 1 кв. сажень. С подачи князя М. С. Воронцова в урочище Магарач образовывается «…особое заведение для опытов по выделке вина и для высадки винограда». Повсеместно были образованы как частные, так и государственные винодельни. Так, для продажи крымских вин с одобрения императора 26 октября 1825 года была учреждена виноторговая компания, которая приступила к своим обязанностям только спустя 5 лет. Компания располагалась в Судаке.
К 1837 году в окрестностях Балаклавы и Севастополя располагались обширные виноградники, а впоследствии в советское время на реквизированных поместьях были образованы два крупных винодельческих предприятия «Золотая Балка» и «Инкерман». Число виноградных насаждений в Крыму начинает быстро расти.

В 1820-30 годах появляется мода на вина и правительство во избежание насыщения рынка заграничными винами предприняло ряд мер к ограничению ввоза вина в Россию. Хотя военные действия XVIII века и принесли значительные опустошения в Крыму, но значительную угрозу виноделию принесла Крымская война 1853—1856 гг, так как боевые действия проходили в основном либо в местах разведения виноградников или рядом с ними и рухнул вывоз продукции. Практически весь период XIX века велись попытки закрепления на законодательном уровне производства, торговли и обращения вина и производных из него, шампанского и коньяка. В результате вся отрасль была значительно упорядочена.

Виноделие Крыма в Российской империи
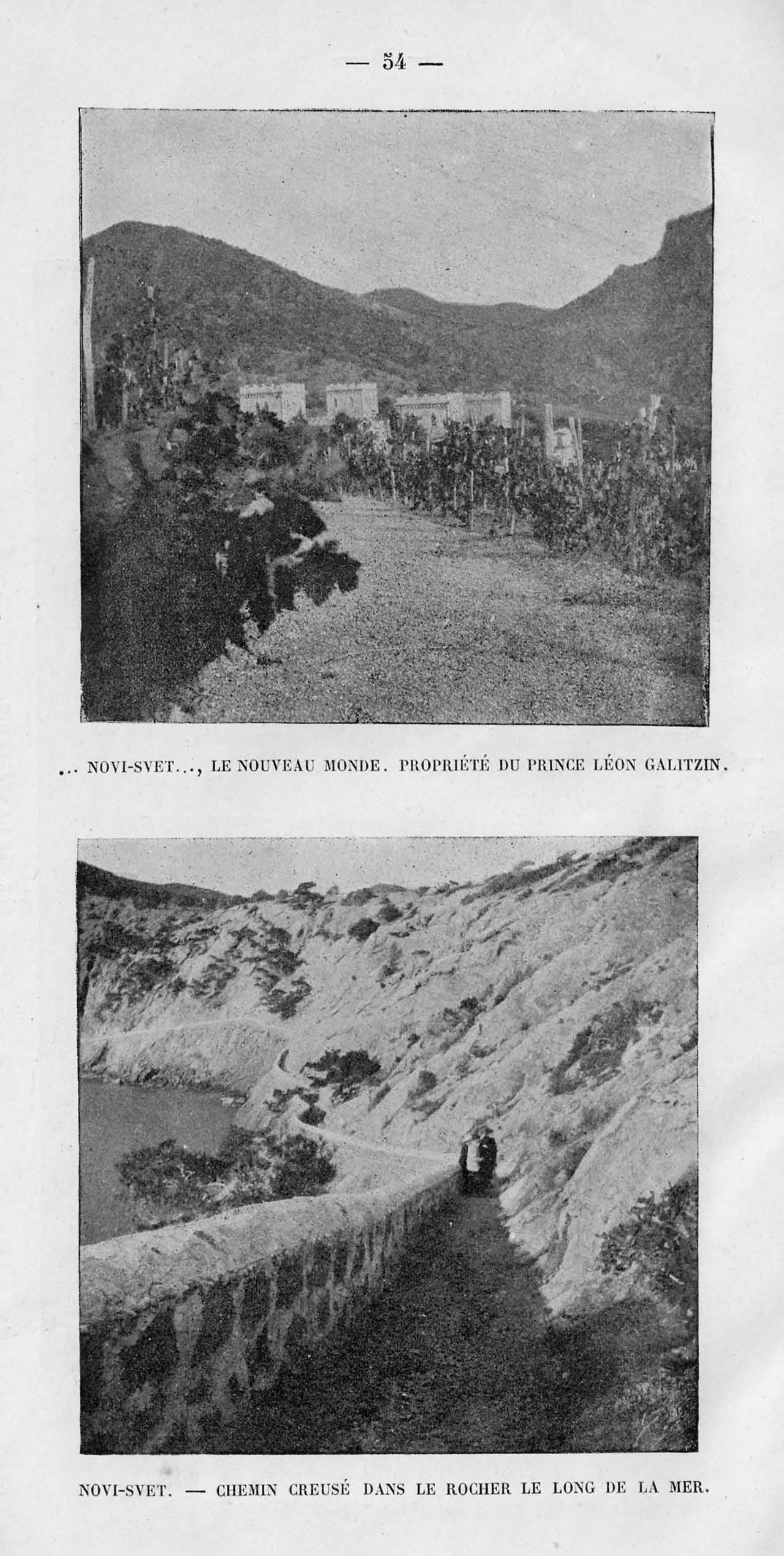
Виноградники имения Новый Свет князя  Л. С. Голицына. Фото Жозеф де Бай, 1906
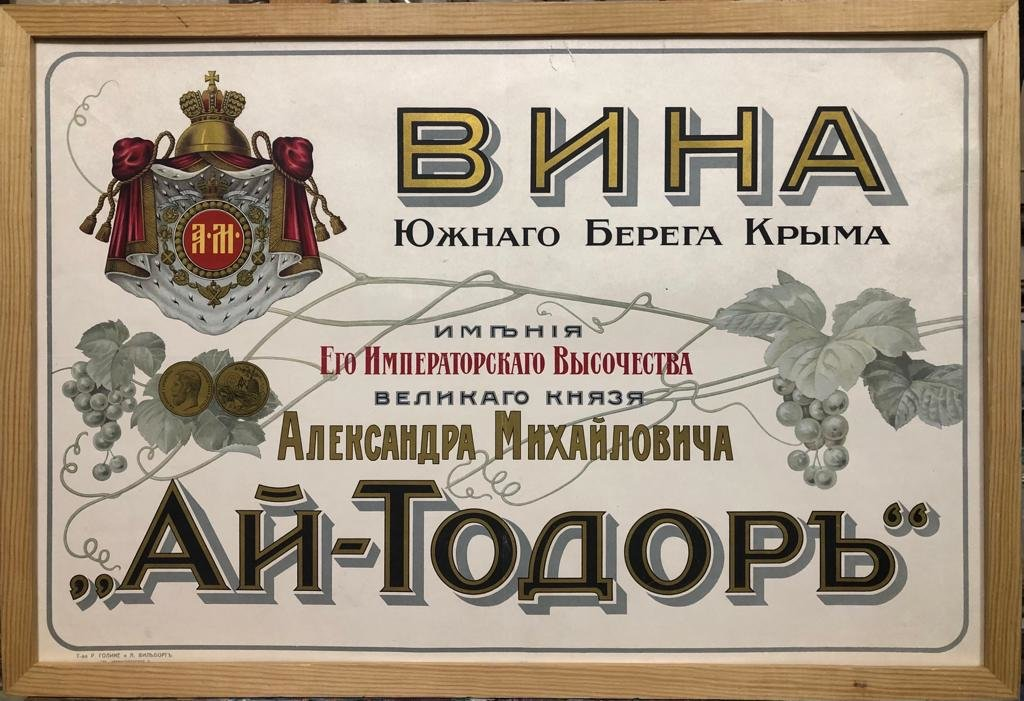
Реклама вин имения Ай-Тодор Великого князя Александра Михайловича
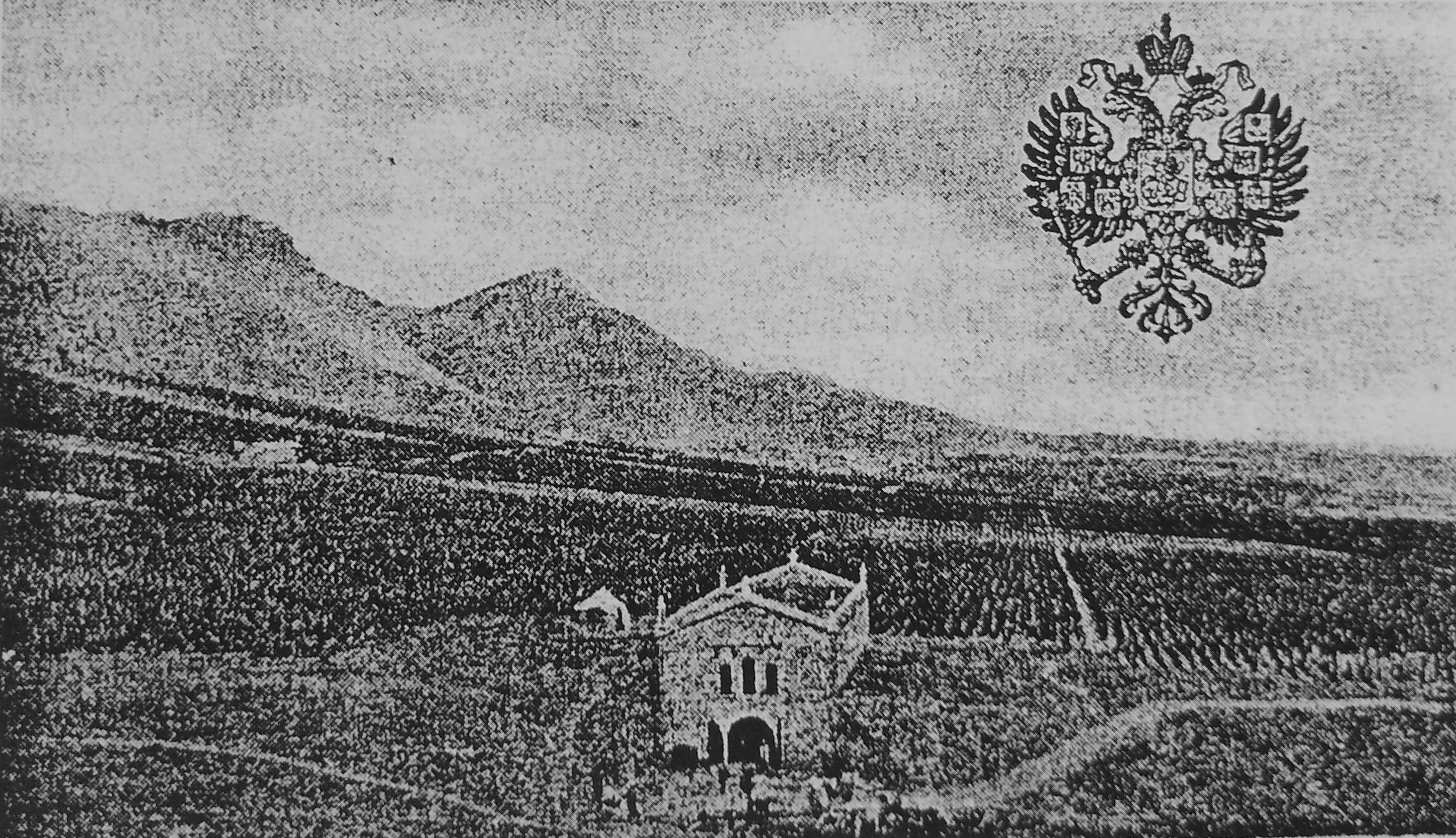
Имение Архадерессе, ныне в составе винодельческого предприятия «Солнечная долина»
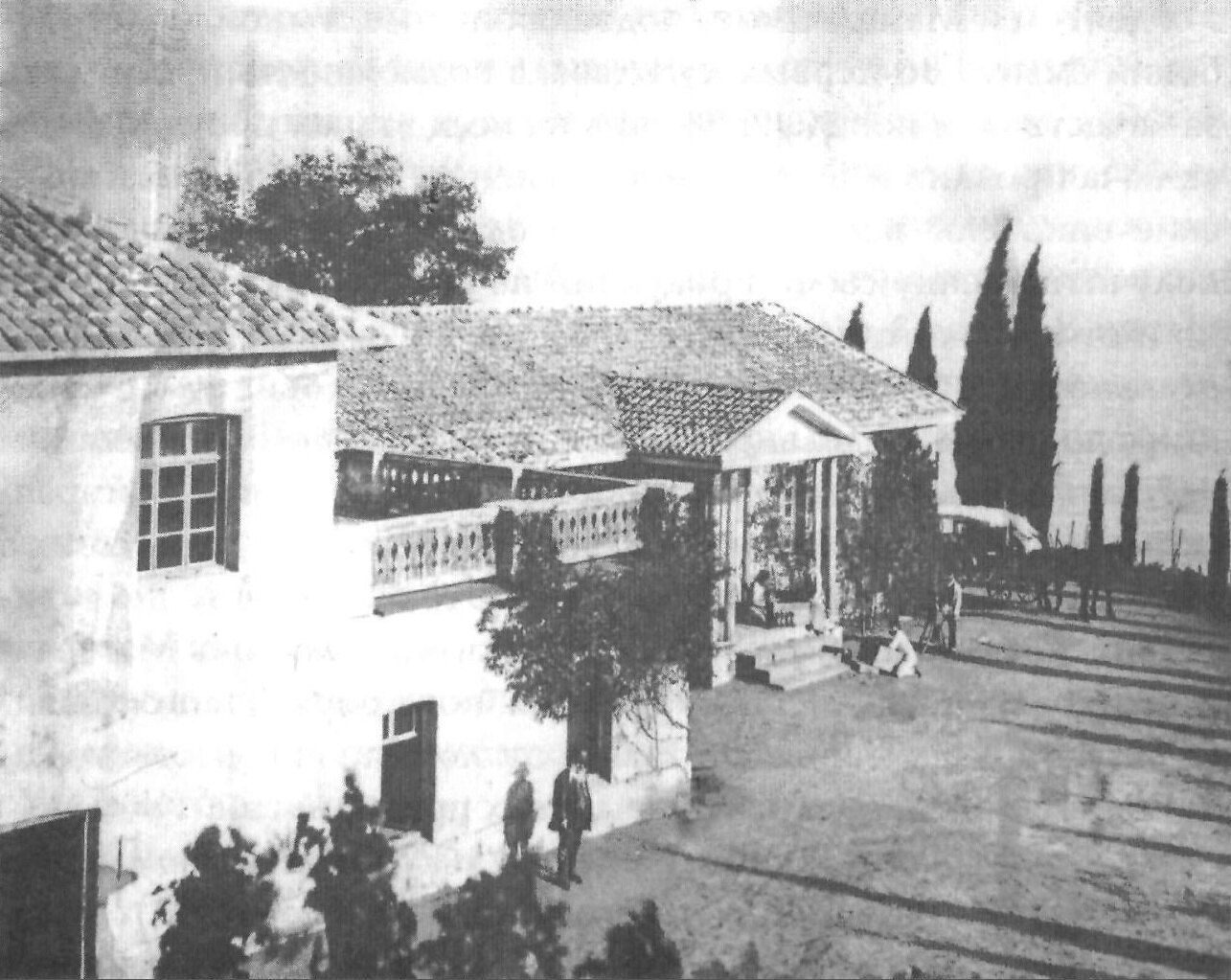
Винодельня имения Магарач
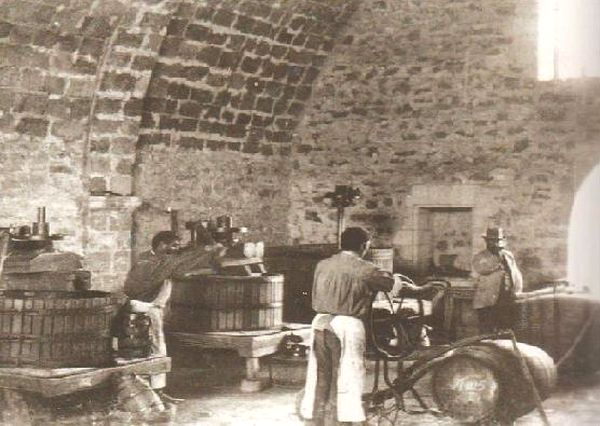
Один из подвалов винзавода Товарищества Христофорова

Значительным шагом, который способствовал увеличению защищённости отрасли на законодательном уровне, стало принятие 24 апреля 1914 года «Закона о виноградном вине». Закон Российской Империи о виноградном вине от 24 апреля 1914 года. Вина России. Энциклопедия русского виноделия. Дата обращения: 29 мая 2021.

### Период СССР
После победы советской власти в Крыму в 1920 года все предприятия товарного виноделия были национализированы и объединены в совхозы. Виноградарство вместе с табаководством и садоводством были объявлены приоритетными отраслями сельского хозяйства КрАССР. На Южном берегу Крыма строится система небольших водохранилищ Горное Озеро в Виноградном, Бирюзовое озеро в Запрудном, Верхне и Нижнемогабинские озёра в Виноградном, аккумулирующих сезонный сток и позволяющих вести поливное хозяйство.

### В составе Украины
В послевоенный период и до начала 1980-х постоянно росли площади под виноградниками. Под эти цели с помощью техники рекультивировались горные склоны, неудобья, которые ранее не обрабатывались. Новые плантации закладывались с учётом механизированных технологий обработки междурядий, резко выросла производительность в отрасли и урожай ягоды с гектара. Пиковая потребность в рабочих руках во время сбора урожая в сентябре-октябре в период СССР восполнялась привлечением труда школьников старших классов, студентов и военнослужащих. Выросло число заводов первичного виноделия в совхозах и колхозах, которые кроме виноматериалов для вина и коньячного спирта выпускали также виноградный сок. Выдержанные вина стали доступны среднему потребителю, а выпуск столовых вин стал массовым. Сухие вина в Крыму стали продаваться в уличных автоматах со стоимостью 15 копеек за стакан. Улучшение логистики позволило впервые массово торговать столовыми сортами винограда в центральной части СССР.
Значительным ущербом крымскому и советскому виноделию стало принятие постановления от 25 мая 1985 года «О борьбе с пьянством и алкоголизмом». Именно в этот период происходит уничтожение множества виноградников и перепрофилирования винодельческих предприятий в сокоэкстрактные заводы. Но наибольшее сокращение площадей виноградников и уменьшение объёмов производства вина в Крыму произошло после распада СССР.

### Независимая Украина
С 1990х годов несколько крымских винопроизводителей получили всемирную известность — это объединения и предприятия: «Массандра», «Инкерман», «Солнечная долина», «Золотая балка», «Коктебель», «Магарач», «Сатера», «Новый Свет».
Винодельческие предприятия Крыма обеспечивали украинский рынок вином на 60 %. На территории полуострова имелось 17 тыс. гектар виноградников.
При этом, хотя значительное количество ординарных крымских вин разливались в АРК, но таковыми были лишь по названию, а по происхождению виноматериалов — одесского региона.

### Наши дни
После российской аннексии Крыма этап развития виноградарства и виноделия в Крыму связан с переориентацией производителей с рынка Украины на рынок РФ, а также характеризуется очень сложным процессом адаптации под условия нормативной базы России. В целом, используя протекционные механизмы, отрасль сохраняет шансы на развитие и выход на зарубежные рынки (прежде всего АТР). В условиях экономического кризиса[какого?] местные производители активно используют краудфандинг с целью привлечения дешёвого финансирования отрасли (Bewinemaker). Одной из современных тенденций также является обращение к традициям виноделия Российской империи.
В российском правовом поле с 2012 года появились понятия вин с защищенным географическим указанием (ЗГУ) и с защищенным наименованием места происхождения (ЗНМП), что повышает позиции крымских производителей в борьбе с дешёвым продуктом.
Попытка выйти на международный рынок в апреле 2017 года закончилась арестом всей партии крымских вин на выставке в Вероне итальянской полицией по запросу украинской стороны.

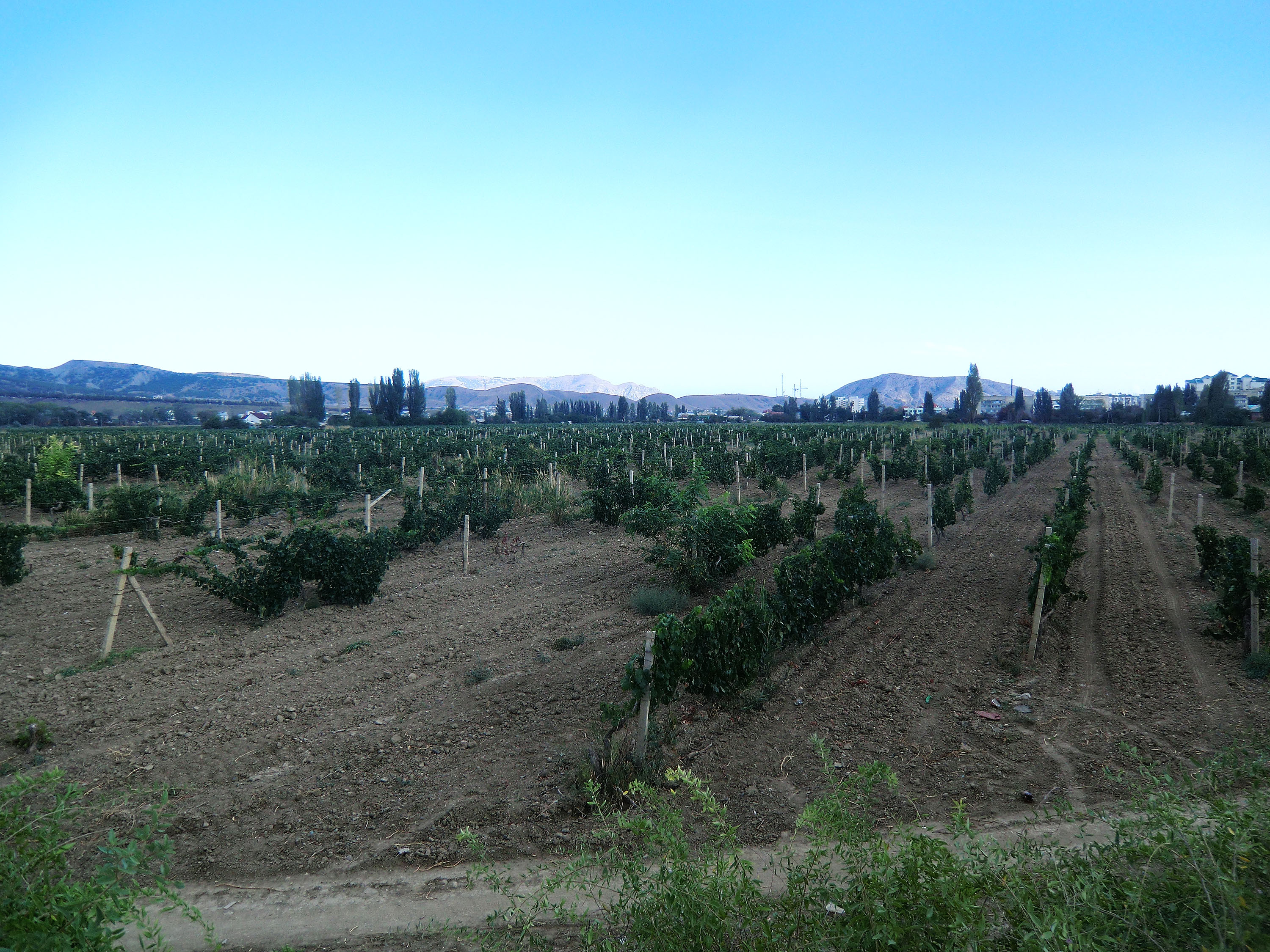
Виноградники ГП «Судак» в Судакской долине

Общая площадь виноградников в Крыму составляет более 18 тысяч гектаров, с 2014 года на полуострове заложено 2,8 тыс. гектаров виноградников. На государственную поддержку виноградарства региона за 4 года было направлено более миллиарда рублей.

## Крупнейшие винзаводы
- Винодельческий комбинат «Массандра»
- Завод марочных вин и коньяков «Коктебель»
- Инкерманский завод марочных вин
- Севастопольский винзавод
- Винзавод Института винограда и вина «Магарач»
- Новый Свет — завод шампанских вин
- Винодельческая компания «Сатера»[10]
- Солнечная долина
- ООО «ВИННЫЙ ДОМ ФОТИСАЛЬ»[11]
- Винодельческий завод «DIONIS» (бывшее Товарищество Г. Н. Христофорова и компания)
- Объединение «Золотая балка»
- Феодосийский винсовхоз-завод (г. Феодосия)
- Бахчисарайский винодельческий завод (г. Бахчисарай)

## Вина Крыма
- Столовые:
  - Сухие:

Мускат Белый Красного Камня

    - Белые: «Ркацители», «Алиготе», «Рислинг», «Сильванер», «Кокур», «Шардоне», «Совиньон»
    - Красные: «Каберне», «Пино-Фран», «Саперави», «Мерло», «Столовое красное Алушта»
    - Розовые: «Гераклея»

  - Полусладкие:
    - «Каберне», «Мускат Алькадар»
- ЗГУ:
  - Сухие:
    - Белые: «Алиготе», «Кокур»,"Кокур Массандра", «Рислинг», «Ркацители», «Семильон», «Совиньон», «Сухое белое», «Шардоне»
    - Красные: «Алеатико», «Бастардо», «Каберне Массандра», «Красностоп», «Мерло», «Санджовезе», «Саперави», «Сира»
    - Розовые: «Мускат»
- Креплёные:
  - Крепкие:
    - Портвейны: белые и красные — массандровские (Ялта), инкерманские (портвейн «Севастополь»), Солнечной Долины, Коктебеля, Магарача
    - Хересы: «DIONIS» (Симферополь), «Магарач», «Массандра»
    - Мадеры: «Коктебель», «Массандра», «Магарач»
    - Марсала: совхоз-завод Малореченский («Массандра»)

  - Десертные:
    - «Солнечная долина (вино)»
    - Старый Нектар («Инкерман», «Массандра»)
    - Солнце в бокале («Инкерман»)
    - Талисман («Инкерман»)
    - Сердолик Тавриды («Магарач»)
    - Чёрный доктор («Массандра», «Солнечная Долина»)

  - Ликёрные:
    - «Пино-гри Ай-Даниль» («Массандра»)
    - Нектар Массандры («Массандра»)
    - Мускаты, в частности «Мускат Белый Красного Камня», «Мускат белый Ливадия», «Мускат белый Магарач»
- Ароматизированные вина — вермуты: «Букет Крыма», «Монастырское угощение»
- Игристые («Шампанские») вина: «Новосветские» («Голицинские»), «Золотая балка» (Балаклава) и «Севастопольские»
- Коньяки: «Магарач»; «Коктебель», «Карадаг» и другие «Коктебельского завода марочных вин и коньяков»[12] и производства ООО «Маглив».

## Сортовой состав
Сортовой состав виноградных насаждений Крыма (по данным 1991 г.) представлен следующим образом (в процентах):
- Ркацители — 43,4 %
- Алиготе — 10,6 %
- Совиньон зелёный — 5,3 %
- Рислинг — 5,2 %
- Каберне Совиньон — 4 %
- группа Пино — 3,5 %
- Кокур белый — 2,9 %
- Бастардо Магарачский — 2,6 %
- Мускаты — 2,7 %
- Мерло — 2,5 %
- Фетяска — 1,9 %
- комплексно устойчивые — 1,7 %
- Шардоне — 1,3 %
- Саперави — 1 %
- Траминер розовый — 0,9 %
- Сухолиманский белый — 0,3 %
- прочие — 10,2 %

## Винодельческие местности

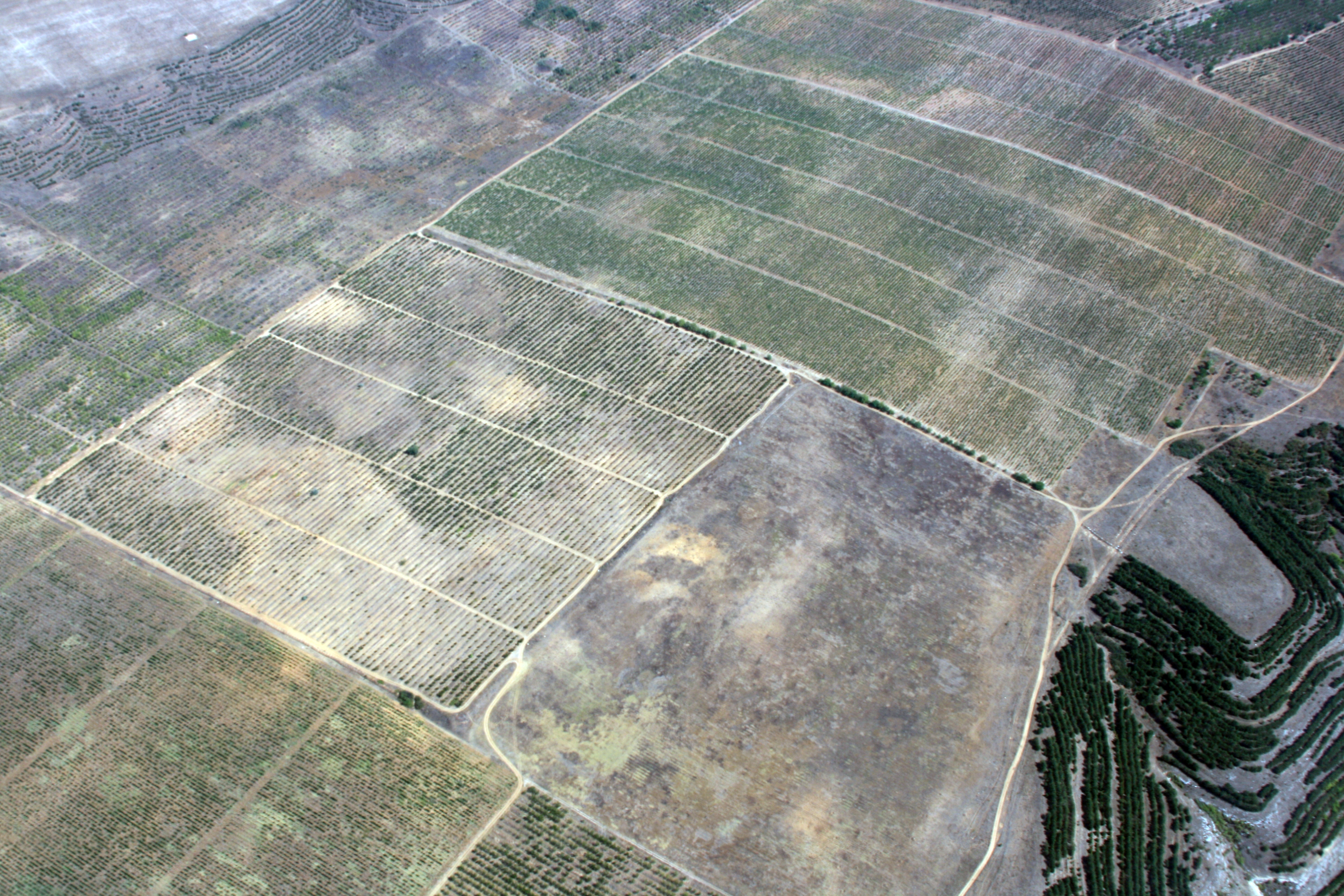
Вид на крымские виноградники с высоты нескольких километров

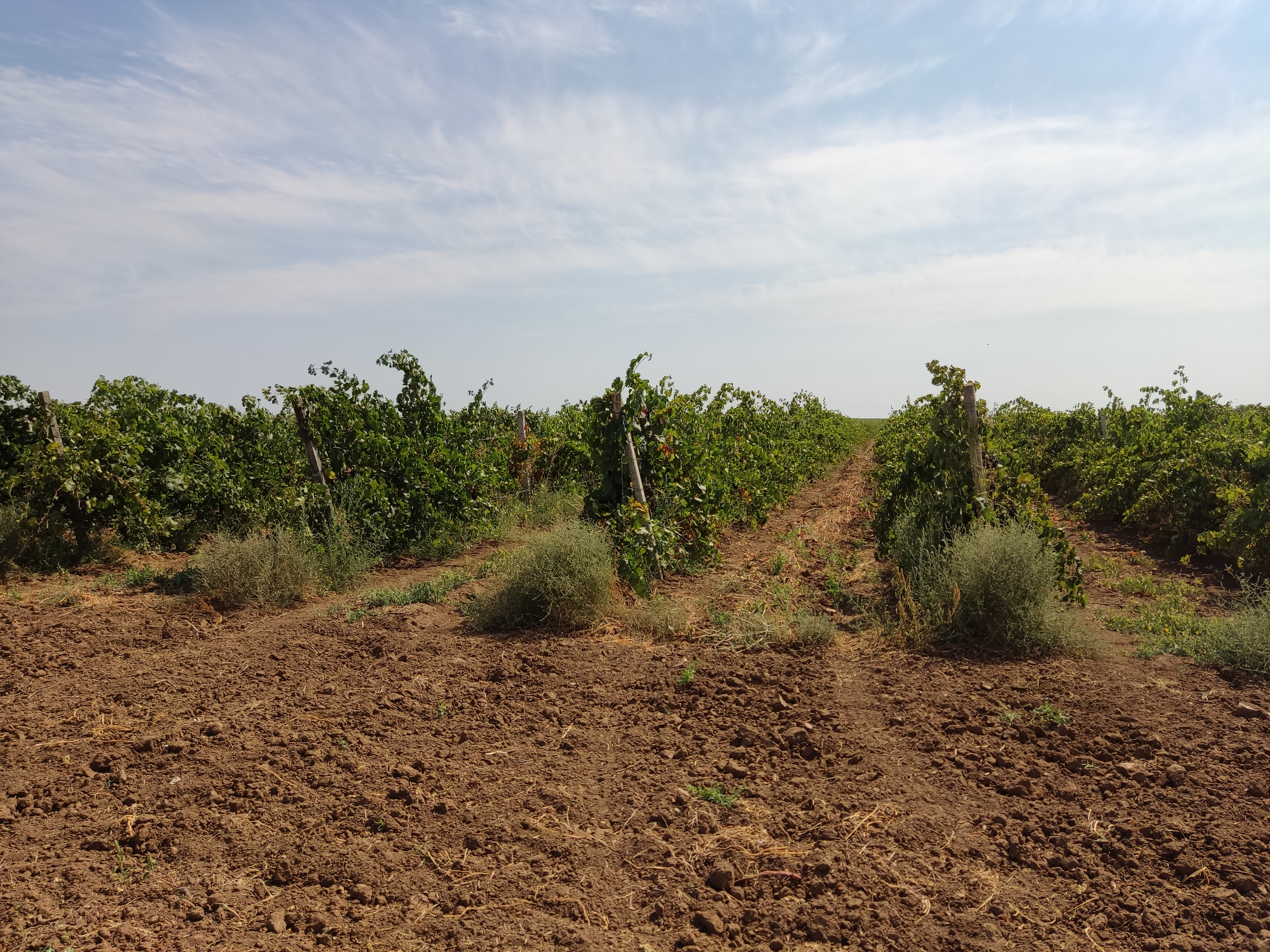
Виноградники у села Ромашкино Сакского района

- Красный Камень (местность рядом с Гурзуфом)
- Алуштинская долина
- Новосветский амфитеатр (исторический терруар, ныне жилая застройка)
- Судакская долина
- Козская (Солнечная) долина
- Отузская долина
- Коктебельская долина
- Склоны Паша-Тепе (Феодосия)
- Севастопольская зона виноделия
- Северный склон Крымских гор
- Равнинный Крым